# ثابت اروجوف
ثابت اروجوف (۳۱ مه ۱۹۱۲، باکو – ۲۰ آوریل ۱۹۸۱، مسکو) سیاستمدار آذربایجانی اهل شوروی که معاون نخست وزیر آذربایجانSSR در طول سال‌های (۱۹۵۷-۱۹۵۹)، معاون وزیر نفت اتحاد جماهیر شوروی (۱۹۶۵-۱۹۷۲)، وزیر صنعت گاز اتحاد جماهیر شوروی (۱۹۷۲-۱۹۸۱) و عضو دفتر سیاسی کمیته مرکزی حزب کمونیست اتحاد شوروی بوده است.